# Evgenij Maksimovič Primakov
Evgenij Maksimovič Primakov (in russo Евгений Максимович Примаков?; Kiev, 29 ottobre 1929 – Mosca, 26 giugno 2015) è stato un politico russo, già primo ministro e ministro degli esteri della Federazione Russa.

## Biografia
Primakov nacque a Kiev, nella RSS Ucraina, e crebbe a Tbilisi, nella RSS Georgiana. Non conobbe mai il padre, di nome Nemčenko (poi fucilato nel 1937), e crebbe con la madre, Anna Jakovlevna Primakova, medico. Dopo la settima classe, decise di iscriversi all'Istituto Preparatorio Navale di Baku, ma dopo due anni venne estromesso per motivi di salute. Dopo le scuole superiori, studiò all'Università Statale di Mosca, presso l'Istituto di orientalistica, laureandosi in Studi Orientali nel 1953. Presso la stessa università conseguì un dottorato di ricerca alla facoltà di economia, nel 1956. Mentre frequentava l'università, sposò Laura Čaradze, studentessa di Tbilisi, da cui ebbe il primo figlio nel 1954.
Nel 1956 cominciò a lavorare per la radio di Stato, nella Radio Mosca del Gosteleradio, presso la redazione araba guidata da Sergej Nikolaevič Kaverin. Alla scomparsa di quest'ultimo, dopo un breve periodo, Primakov ne assunse la direzione. Nella veste di inviato seguì alcuni viaggi all'estero dei vertici politici dell'Unione Sovietica.
Dal 1956 al 1970 lavorò come giornalista per Radio Mosca e come corrispondente per il Medio Oriente della Pravda. In questo periodo, venne inviato spesso in missioni di intelligence in Medio Oriente e negli Stati Uniti, come collaboratore del KGB, sotto il nome in codice di MAKSIM.

### L'inizio della carriera politica
Come ricercatore superiore dell'Istituto di Economia Mondiale e Relazioni Internazionali, Primakov fece il suo ingresso nel mondo scientifico nel 1962. Dal 30 dicembre 1970 al 1977, fu vicedirettore dell'Istituto di Economia Mondiale e Relazioni Internazionali dell'Accademia delle Scienze dell'Unione Sovietica. Dal 1977 al 1985 fu direttore dell'Istituto di Studi Orientali dell'Accademia delle Scienze. In questo periodo fu anche primo vicepresidente del Comitato di Pace Sovietico, un'organizzazione del KGB per la propaganda all'estero. Nel 1985 tornò in veste di direttore all'Istituto di Economia Mondiale e Relazioni Internazionali, carica che ricoprì fino al 1989.
Primakov fu coinvolto nella politica nel 1989, come presidente del Soviet dell'Unione, una delle due camere del parlamento sovietico. Dal 1990 al 1991 fu membro del consiglio presidenziale del leader sovietico Michail Gorbačëv. Fu anche inviato speciale di Gorbačëv in Iraq, nel periodo che portò alla guerra del Golfo, ed in tale veste ebbe colloqui con il presidente Saddam Hussein. Dopo il fallito tentativo di colpo di Stato dell'agosto 1991, Primakov venne nominato primo vicepresidente del KGB. A seguito della formazione della Federazione Russa, venne nominato direttore del Servizio segreto estero (SVR), carica che ricoprì dal 1991 al 1996.

### Ministro degli affari esteri
Primakov fu ministro degli affari esteri della Federazione Russa dal gennaio 1996 al settembre 1998. Come ministro degli esteri, ottenne riconoscimento sia in patria sia all'estero come un tenace, ma pragmatico sostenitore degli interessi della Russia, ed oppositore dell'espansione della NATO nel blocco orientale. Nonostante questo, il 27 maggio 1997, dopo cinque mesi di negoziati con il segretario generale della NATO Javier Solana, la Russia firmò l'"Atto Fondativo delle Relazioni Reciproche, Cooperazione e Sicurezza tra NATO e Federazione Russa", che viene visto come il segnale della fine delle ostilità legate alla guerra fredda.
È stato anche sostenitore del multilateralismo, come alternativa all'egemonia globale degli Stati Uniti, seguita al collasso dell'Unione Sovietica ed alla fine della guerra fredda. Primakov si adoperò per una politica estera russa basata sulla mediazione a basso costo, ed una contemporanea espansione dell'influenza verso il Medio Oriente e le ex Repubbliche sovietiche. Questa politica è divenuta nota come "Dottrina Primakov". Ha anche promosso il cosiddetto "triangolo strategico", costituito da Russia, Cina ed India, come contrappeso agli Stati Uniti. Questa mossa è stata interpretata da alcuni osservatori come un accordo a combattere insieme le "rivoluzioni colorate" in Asia centrale. Samuel Huntington definisce questa coalizione "antiegemonica", in un saggio intitolato La superpotenza solitaria.

### Primo ministro
Dopo che il tentativo di Boris El'cin di reinsediare Viktor Černomyrdin come primo ministro russo venne bloccato dalla Duma, nel settembre del 1998, il presidente si rivolse a Primakov, come figura di compromesso, che giudicò giustamente sarebbe stata accettata dalla maggioranza del parlamento. Come primo ministro, a Primakov si riconosce di aver spinto l'attuazione di alcune riforme molto difficili per la Russia, la maggior parte delle quali ebbero poi successo, come la riforma fiscale. Anche se la sua contrarietà all'unilateralismo americano fu molto popolare tra i russi, condusse anche ad una grave frattura con l'Occidente, durante la campagna della NATO in Kosovo, che portò ad un isolamento della Russia nei successivi sviluppi dell'ex Jugoslavia. Il 24 marzo 1999, Primakov si stava dirigendo a Washington per una visita ufficiale. Mentre era in volo sull'Oceano Atlantico, venne raggiunto dalla notizia che la NATO aveva cominciato il bombardamento della Jugoslavia. Primakov decise di cancellare la visita, ordinando di fare ritorno direttamente a Mosca.
Primakov venne revocato da El'cin il 12 maggio 1999. Gli analisti ascrissero la sua rimozione alla reazione dovuta al timore di perdere potere nei confronti di un personaggio di maggior successo e popolarità. Inoltre, Primakov rifiutò di estromettere i ministri comunisti, quando il Partito Comunista stava portando avanti il procedimento per l'impeachment contro il presidente, che fallì. El'cin si dimise alla fine dell'anno. Gli successe il primo ministro dell'epoca, Vladimir Putin.
Il licenziamento di Primakov è stato estremamente impopolare presso la popolazione russa: secondo un sondaggio, l'81% della popolazione non ha approvato la decisione, e anche tra i sostenitori del partito liberale filo-occidentale Jabloko, l'84% non ha approvato il licenziamento.

### Consigliere di Putin
Prima delle dimissioni di El'cin, Primakov ha sostenuto la fazione elettorale Patria-Tutta la Russia, che a quel tempo era il principale oppositore dell'Unità pro-Putin, e ha lanciato la sua candidatura presidenziale. Inizialmente considerato l'uomo da battere, Primakov è stato rapidamente superato dalle fazioni fedeli al primo ministro Vladimir Putin nelle elezioni della Duma del dicembre 1999. Primakov ha ufficialmente abbandonato la corsa presidenziale nel suo discorso televisivo il 4 febbraio 2000, meno di due mesi prima delle elezioni presidenziali del 26 marzo. Ben presto divenne consigliere di Putin e alleato politico. Il 14 dicembre 2001, Primakov è diventato presidente della Camera di commercio e industria russa, carica che ha ricoperto fino al 2011. 

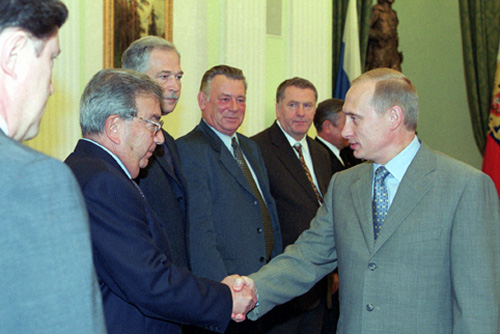
Leader della fazione elettorale Patria–Tutta la Russia Evgenij Primakov incontra il presidente Vladimir Putin nel 2000

Nel febbraio e marzo 2003, ha visitato l'Iraq ed ha parlato con il presidente iracheno Saddam Hussein, in qualità di rappresentante speciale del presidente Putin. Ha portato a Baghdad un messaggio di Putin per chiedere a Hussein di dimettersi volontariamente. Ha cercato di impedire l'invasione dell'Iraq guidata dagli Stati Uniti nel 2003, una iniziativa che ha ricevuto un certo sostegno da diverse nazioni contrarie alla guerra. Primakov ha suggerito, tra le altre cose, che Hussein dovesse consegnare tutte le armi di distruzione di massa dell'Iraq alle Nazioni Unite. Primakov in seguito ha affermato che l'esecuzione di Hussein nel 2006 è stata affrettata per impedirgli di rivelare informazioni sulle relazioni tra Iraq e Stati Uniti che avrebbero potuto mettere in imbarazzo il governo statunitense.
Nel novembre 2004, Primakov ha testimoniato in difesa dell'ex presidente jugoslavo Slobodan Milošević, sotto processo per crimini di guerra. In precedenza aveva guidato una delegazione russa che si era incontrata con Milošević durante il bombardamento NATO della Jugoslavia nel marzo 1999. Il 26 maggio 2008 Primakov è stato eletto membro del presidio dell'Accademia russa delle scienze. Nel 2009, l'Università di Niš, in Serbia, gli ha conferito un dottorato onorario.
Nel 2012, Primakov ricevette il Premio Demidoff.

### Morte

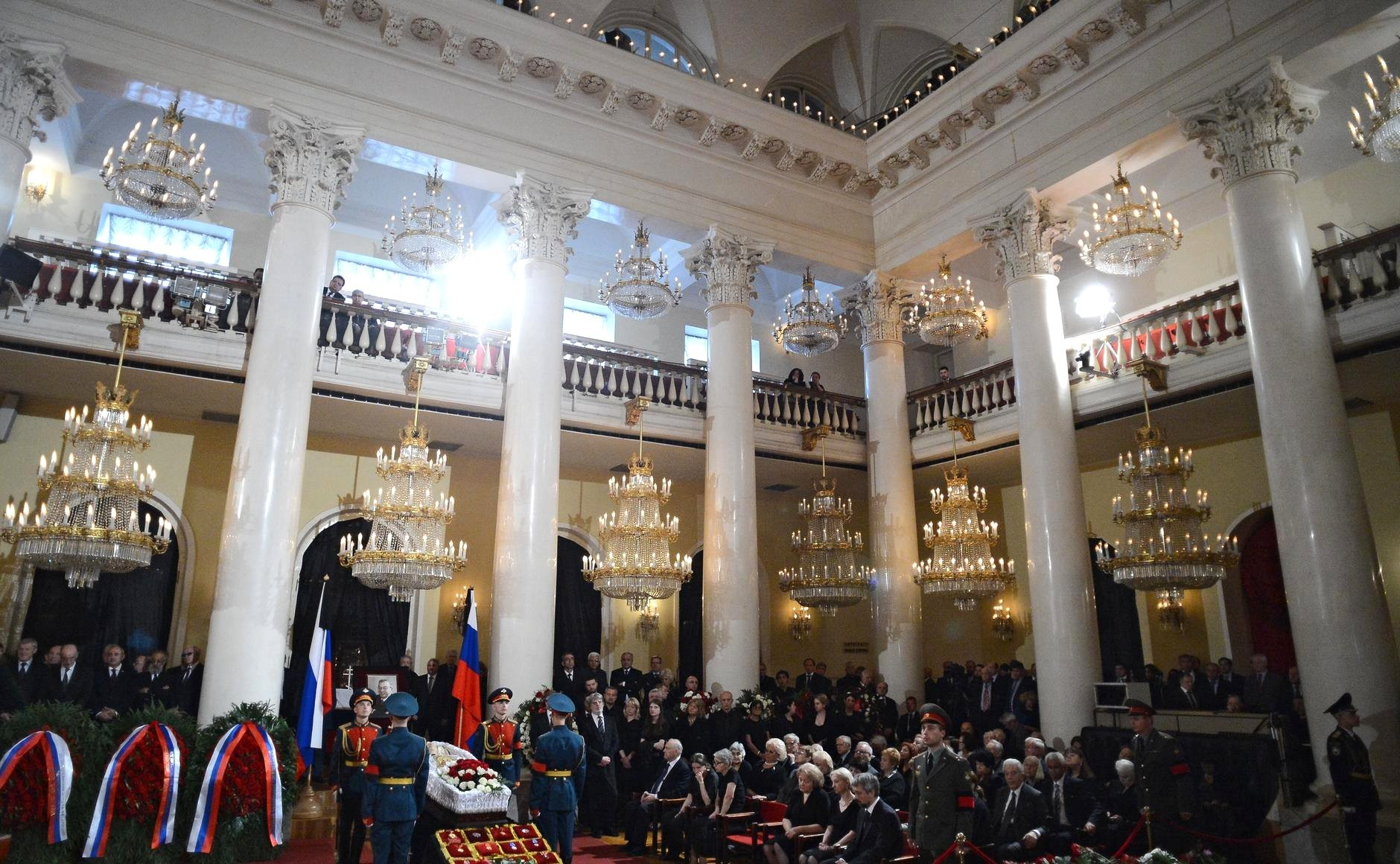
Il funerale di Evgenij Primakov il 29 giugno 2015

Primakov è morto a Mosca il 26 giugno 2015, all'età di 85 anni, dopo una lunga malattia. Fu sepolto con gli onori militari nel cimitero di Novodevičij.
In onore di Primakov, nell'ottobre 2015 è stato istituito Primakov Readings, un vertice internazionale annuale volto a promuovere il dialogo sulle attuali tendenze globali dell'economia mondiale, della politica internazionale e della sicurezza tra esperti di alto rango, diplomatici di tutto il mondo, organizzata dall'Institute of World Economy and International Relations e tenutasi a Mosca.